# قهرمان بلامنازع
قهرمان مسلم یا قهرمان بلامنازع (انگلیسی: Undisputed champion) در بوکس حرفه‌ای به بوکسوری گفته می‌شود که در تمام سازمان‌های معتبر بوکس (WBA ،WBC ،WBO و IBF) به عنوان قهرمان جهان شناخته شده باشد.